# Blecktrumman
Blecktrumman (originaltitel: Die Blechtrommel) är en roman från 1959 av Günter Grass.